# Cachimbal
Juan Guillermo Brenes Castillo, también conocido como Cachimbal (Cervantes, Alvarado, 13 de abril de 1924 - 17 de abril de 2011), fue un político costarricense. Fungió cuatro veces como diputado en la Asamblea Legislativa de Costa Rica, siempre mediante partidos políticos independientes. Su apodo se debe a que una vez en la Asamblea Legislativa este se opuso a la compra de una escalera eléctrica para el extinto Banco Anglo Costarricense diciendo que eso iba a costar un "cachimbal de plata" (montón de dinero).

## Biografía
Nació en Cervantes, en el cantón de Alvarado, el 13 de abril de 1924. Cachimbal fue diputado del Partido Independiente en la administración Mario Echandi Jiménez (1958-62) y por Unión Agrícola Cartaginés en las administraciones de Daniel Oduber Quirós (1974-78), Óscar Arias Sánchez (1986-90) y José María Figueres (1994-1998). Vecino de Cervantes de Alvarado, en el 2008 se retiró de la política.

## Fallecimiento
Falleció en Cervantes, en el cantón de Alvarado, el 17 de abril de 2011 a los 88 años de edad.
| Precedido por: Porfirio Zamora Campos 1953-1958 | Diputado suplente de la Asamblea Legislativa de Costa Rica (2º puesto por Cartago) 1958-1962 | Sucedido por: Último titular |

| Precedido por: Rogelio Carazo Paredes 1970-1974 | Diputado de la Asamblea Legislativa de Costa Rica (5º puesto por Cartago) 1974-1978 | Sucedido por: Martín Rolando Brenes 1978-1982 |

| Precedido por: Holman Esquivel Garrote 1982-1986 | Diputado de la Asamblea Legislativa de Costa Rica (6º puesto por Cartago) 1986-1990 | Sucedido por: Jorge Rodríguez Araya 1990-1994 |

| Precedido por: Jorge Rodríguez Araya 1990-1994 | Diputado de la Asamblea Legislativa de Costa Rica (6º puesto por Cartago) 1994-1998 | Sucedido por: Álvaro Torres Guerrero 1998-2002 |